# روبن پریرا
روبن پریرا (اسپانیایی: Ruben Pereira‎؛ زادهٔ ۲۸ ژانویهٔ ۱۹۶۸) بازیکن فوتبال اهل اروگوئه بود.
از باشگاه‌هایی که در آن بازی کرده‌است می‌توان به باشگاه فوتبال دانوبیو، باشگاه ورزشی لاتزیو، باشگاه فوتبال پنیارول، باشگاه فوتبال ناسیونال، باشگاه فوتبال کرمونزه، باشگاه فوتبال بوکا جونیورز، و باشگاه فوتبال یوونتوس اشاره کرد.
وی همچنین در تیم ملی فوتبال اروگوئه بازی کرده‌است.